# Bosque protector Prosperina
El Bosque Protector La Prosperina es una reserva de bosque seco tropical en el Ecuador desde 1994. Se encuentra en la parte occidental del país, en la región litoral, en el oeste de la ciudad Guayaquil en la provincia de Guayas. Tiene una extensión de aproximadamente 242,36 hectáreas ubicado en el campus Gustavo Galindo de la Escuela Superior Politécnica del Litoral (ESPOL). 
Se pueden observar por lo menos 120 especies de aves como el gavilán dorsigrís, el papagayo de Guayaquil y el loro de cabeza roja, seis tipos de mamíferos como venados, al igual que dos especies de reptiles y cinco de anfibios. Hay árboles como ceibos y bototillos. Está amenazado por incendios provocados por personas que buscan apropiarse de terrenos. Como los otros bosques de Guayaquil está rodeado por urbanizaciones, canteras y carreteras y esto no permite el flujo genético de las especies.

## Localización
El Bosque Protector "La Prosperina" se encuentra ubicado al oeste del Ecuador en la provincia del Guayas, cantón Guayaquil, en las parroquias Chongón y Tarqui, hacienda La Prosperina, km 30.5 de la vía Perimetral.

## Datos climáticos
Esta zona goza de un microclima derivado de la influencia de la cordillera Chongón-Cólonche: según la clasificación de Koppen, el clima corresponde al AW Tropical Sabana. Los datos existentes son de carácter regional.
La temperatura promedio anual, considerando la información de la estación Climática Simón Bolívar, es de 25,5 °C, registrándose en el año 2012 una temperatura media anual de 26,6 °C, con una temperatura máximo promedio de 33,2 °C y una temperatura mínima promedio de 21 °C.

## Características del suelo
Los suelos del área son de origen residual y transportados, están relacionados con procesos de meteorización, erosión, transporte y sedimentación.
Los suelos residuales son producto de la meteorización ligada al clima tropical húmedo mesotérmico reinante en el área y que ha afectado a terrenos de variada litología, la mima que se refleja en ellos, teniendo mayor desarrollo en los aglomerados y areniscas con espesor de 1.0 m., mientras que el desarrollo sobre las facies lutítica, en pocas exposiciones supera el metro de espesor. 

## Recursos

### Recursos hídricos
El Bosque Protector La Prosperina está rodeado de cinco quebradas principales, orientadas en sentido sur-norte.

### Recursos florísticos

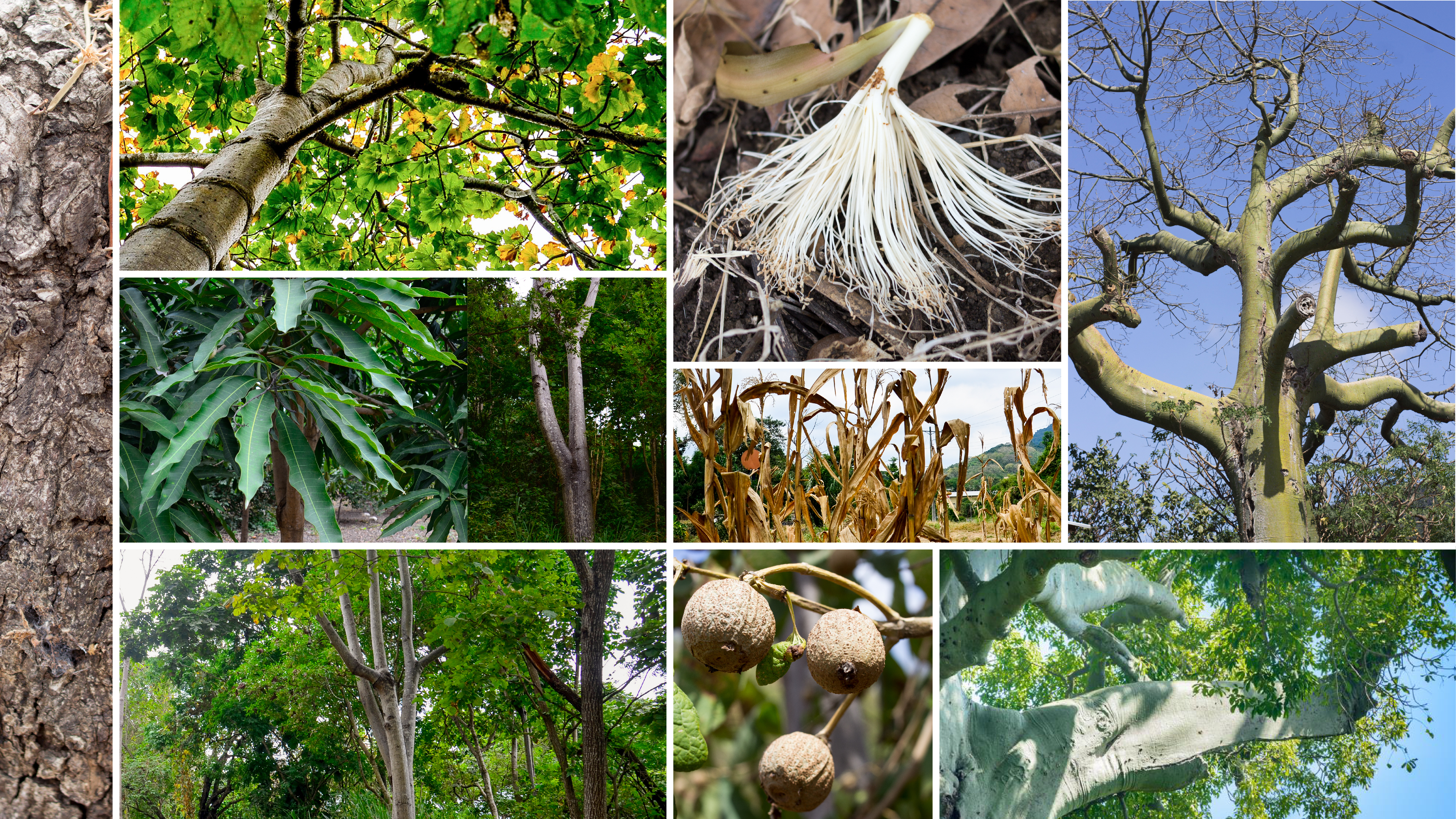
Fotografías de Vegetación

De acuerdo a los datos recopilados se identificaron 165 especies de flora.

### Recursos faunísticos
Desde el año 2010 un grupo de estudiantes de ESPOL, amantes de la naturaleza, realizaban recorridos frecuentes por los diferentes senderos en busca de las numerosas especies de aves que son endémicas de la zona. En el primer conteo realizado se tuvo como resultado la determinación de 54 especies de aves. Actualmente se tiene un registro de 172 especies de aves, fruto del esfuerzo desinteresado y de horas de observación y vigilia silenciosa a la espera de un canto armonioso de algún ave y su posible visualización para capturar una foto.

## Programa institucional bosque protector "La Prosperina"
El programa institucional “Bosque Protector La Prosperina” (BPP) tiene por finalidad impulsar prácticas de responsabilidad social y gestión ambiental para conservar y potenciar la biodiversidad del Bosque Protector “La Prosperina” de manera técnica, eficiente y participativa con estudiantes, docentes y personal administrativo de ESPOL.

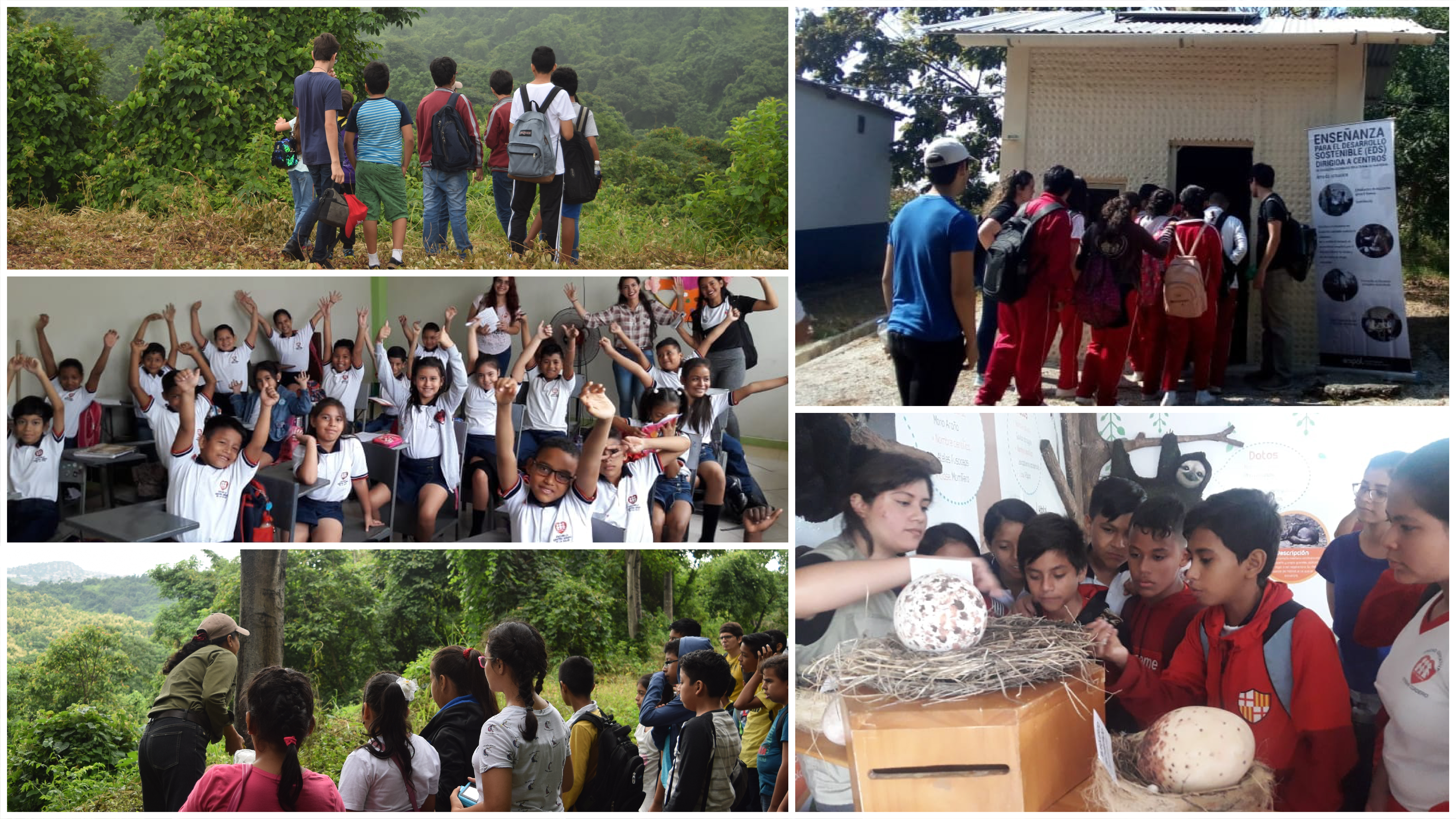
Visitas de comunidad al BPP

Entre los años 2013 al 2016 la Facultad de comunicación (FADCOM) incorpora el concepto de economía circular en la materia de fundamentos del diseño de primer nivel y de último nivel en la materia de diseño tridimensional a cargo de la docente Andrea Pino Acosta. Estas temáticas involucraron a trescientos estudiantes durante la ejecución del proyecto con una duración de tres años bajo el programa economía circular. Entre los resultados tangibles se desarrolló la reactivación de los viveros, el área de compost, el área de descanso, el área de papel reciclado, el centro de interpretación y sendero mirador mediante recursos donados por la empresa Telconet y aporte económico de Dole Ecuador.
Desde su creación en el 2017 esta buena práctica promueve una cultura de empoderamiento social mediante la ejecución de proyectos multidisciplinarios que involucran los ejes de docencia, investigación y vinculación con la sociedad, obteniendo como resultado el reconocimiento de ser un referente del bosque seco en el contexto urbano marginal de las escuelas de la zona 5 y 8.